# St. Johannis (Burgbernheim)

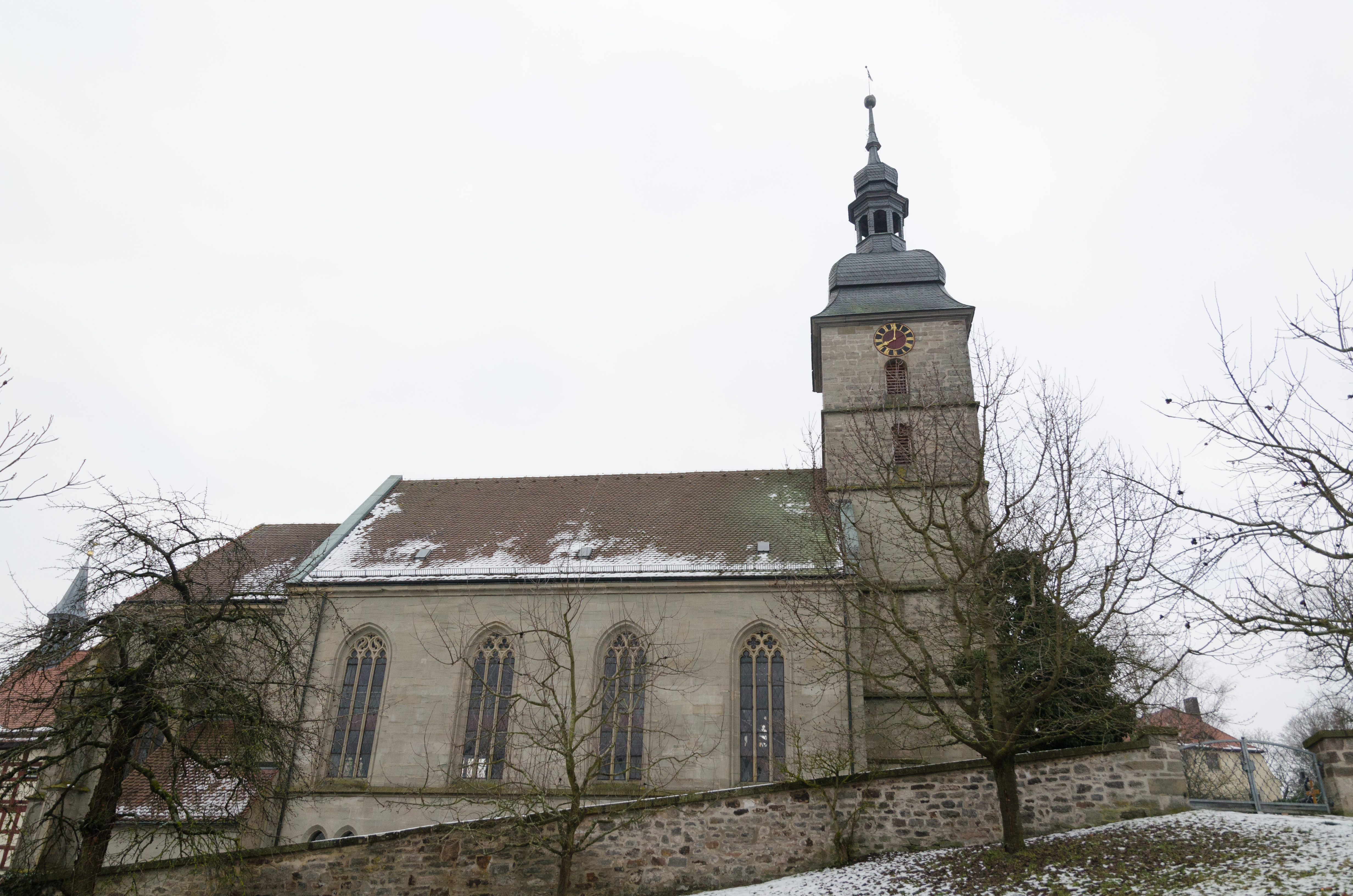
St. Johannis (Burgbernheim)

Die evangelische Pfarrkirche St. Johannis ist ein denkmalgeschütztes Kirchengebäude, das in der Gemeinde Burgbernheim im Landkreis Neustadt an der Aisch-Bad Windsheim (Mittelfranken, Bayern) steht. Das Bauwerk ist unter der Denkmalnummer D-5-75-115-15 als Baudenkmal in die Bayerische Denkmalliste eingetragen. Die Kirchengemeinde gehört zum Dekanat Bad Windsheim im Kirchenkreis Ansbach-Würzburg der Evangelisch-Lutherischen Kirche in Bayern. 

## Beschreibung
Das Langhaus mit vier Jochen der Saalkirche wurde unter Einbeziehung des romanischen Portals 1876 gebaut. Die Wände des 1443 gebauten eingezogenen Chors im Osten mit einem Joch und 5/8-Schluss werden von Strebepfeilern gestützt, zwischen denen sich Maßwerkfenster mit Fischblasen befinden. 
Die ältesten Teile des Kirchturms im Westen sind um 1300 gebaut worden. Er ist durch Stockwerkgesimse jetzt in fünf Geschosse gegliedert. Sein oberstes Geschoss beherbergt die Turmuhr und den Glockenstuhl. Er ist mit einer schiefergedeckten Welschen Haube bedeckt. 
Die Orgel mit neun Registern, einem Manual und einem Pedal wurde 1725 von Johann Christoph Wiegleb gebaut.

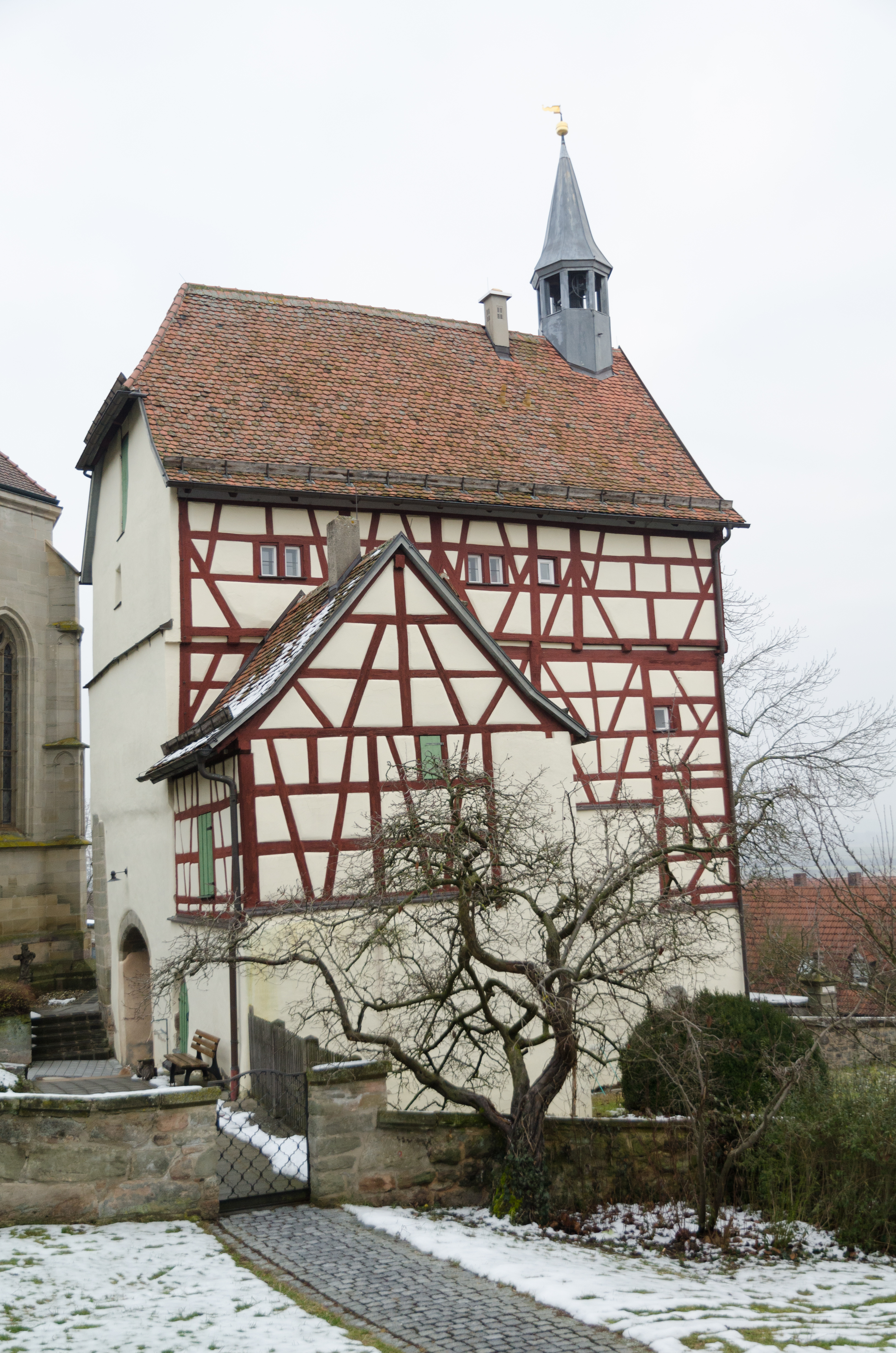
Torhaus der ehemaligen Kirchhofbefestigung

## Ehemalige Kirchenburg
Wahrscheinlich entstand die Burgbernheimer Kirchenburg unter markgräflicher Herrschaft Mitte des 15. Jahrhunderts. Laut einer Chronik von Superintendent Markus Friedrich Schmidt (1744/50) hatte sie ursprünglich umlaufende doppelte Mauern und bis zu vier Ecktürme, von denen heute nur noch der Nordostturm, der sogenannte "Seilersturm" sowie der Torturm von 1545 stehen.